# Кысса-и Йусуф
Кысса-и Йусуф («Кисса-и Юсуф» «Сказание о Йусуфе», тат. «Кыйссаи Йосыф», قصّۀ یوسف, Йосыф китабы, чув. Йусеф кӑссайӗ) — памятник средневековой татарской литературы, написанная в жанре кисса татарским поэтом Кул Гали. Имеет поэтическую форму. «Кысса-и Йусуф» оказывала влияние на дальнейшее формирование литературы татарского народа, также вошла в историю башкирской, казахской, узбекской, туркменской литератур. «Кыйсса-и Йосыф» — первое крупное поэтическое произведение, написанное в Поволжье в первой половине XIII века, в период расцвета Волжской Булгарии.

## Сюжет
Сюжет поэмы основан на библейско-кораническом предании о Юсуфе. Кул Гали был первым тюркоязычным автором, который обратился к данному сюжету.. По одним данным поэма написана на старотатарском языке, в котором также представлены и огузские элементы, некоторые исследователи относят его к булгарскому языку. Еще в 1885 году татарский историк Шигабутдин Марджани в своем исследовании «Мустафад аль-ахбар фи ахвали Казан ва Булгар» отметил, что язык поэмы схож с языком эпитафий периода Волжской Булгарии. В то же время некоторые ученые утверждают, что поэма написана на языке тюрки или же на огузском языке. Советский тюрколог, филолог Поцелуевский А. П. считает, что поэма написана на туркменском языке.
Поэма посвящена борьбе против шайтана, за человеческое счастье. Поэма сыграла большую роль в культуре Волжской Булгарии и позднее в тюркской культуре.
Оригинал поэмы не сохранился. Поэма переписывалась людьми друг у друга до середины XX века.

## Публикации
Основным ареалом данного произведения является Урало-Поволжье. Впервые поэма была подготовлена к печати татарским поэтом и учёным Габдрахим Утыз Имяни и издана в 1839 году в типографии Казанского университета. Данное издание было осуществлено татарским просветителем Равилем Амирхановым в 1839 году. До 1917 года поэма переиздавалась более 80 раз.
В местах компактного проживания татар (в основном на территории Татарстана, Пермского края, Башкортостана, Астраханской, Нижегородской и Оренбургской областей), а также других тюркских народов обнаружено около 300 списков (полных и неполных копий) поэмы. Из общего количества же списков киссы большая часть была найдена на территории Татарстана (более 70 % списков на 1983 год).
На территории Башкортостана обнаружено около 20 рукописных списков: в дд. Новосубхангулово Бурзянского района (датируется 1774—1778 гг.), Новые Каратавлы Салаватского района (1792 год), Лемез-Тамак Мечетлинского района (около 1798 года), Дюртюли Давлекановского района (конец XVIII века), Набиево Бурзянского района (около 1811 года), Сынгряново Илишевского района (около 1837 года), Таймасово Куюргазинского района (около 1842 года), Зигитяк (около 1831 года) и Каран-Бишинды (около 1842 года) Туймазинского района и другие.
На территории Башкортостана, Курганской, Оренбургской и Челябинской областей М. Х. Надергуловым, Р. А. Султангареевой, Ф. Г. Хисамитдиновой, Г. Б. Хусаиновым, З. Я. Шариповой и другими было записано 50 стихотворно-прозаических и прозаическо-фольклорных вариантов этой поэмы: «Йософ менән Зөләйха» («Йусуф и Зулейха»), «Йософ вә Зөләйха» («Йусуф и Зулейха»), «Йософ менән Зөләйха тарихы» («История Йусуфа и Зулейхи»), «Йософ китабы» («Книга Йусуфа»), «Йософ һәм Зөләйха ҡиссаһы» («Кисса о Йусуфе и Зулейхе»), «Йосоп» («Йусуп») и др.
Востоковеды и тюркологи Ф. Купрюлюзаде и Е. Бертельс считают, что поэт родился в Средней Азии и там же написана поэма.

## Культурное влияние
- Кисса повлияло на формирование этических представлений татар, на развитие литератур тюркоязычных народов, в том числе на развитие татарского литературного языка[3] и башкирской литературы[4]. Кисса получила широкое устное бытование среди башкир и  чуваш.[10]
- По мотивам поэмы в 1992 году Н. Ш. Хисамовым написана историческая драма «Йосыф-Зөләйха» («Йусуф-Зулейха») на татарском языке.
- В 2001 году состоялась премьера балета «Кысса-и Йусуф» на музыку Л. З. Любовского (Государственная премия РФ, 2005 год).